# Leidsekade (Amsterdam)
De Leidsekade is een straat in Amsterdam-Centrum.

## Geschiedenis en ligging
De straat ligt op de noordoostelijke oever van de Singelgracht en wordt op een oude administratiekaart van de gemeente Amsterdam aangeduid als liggende tussen het Huis van Bewaring (ingang Weteringschans) en de Nieuwe Passeerdersgracht. Ze kreeg haar naam per raadsbesluit 19 november 1879 en werd vernoemd naar de stad Leiden; hier in de omgeving lag de Leidsepoort. In de jaren tachtig van de 19e eeuw werd een doorbraak gemaakt tussen de Leidsegracht en de Singelgracht, die mede bepalend werd voor het uiterlijk van de Leidsekade.
In de 21e eeuw is er qua ligging niets gewijzigd, maar luidt de omschrijving andersom; de lage huisnummers liggen nabij de Nieuwe Passeerdersstraat (bij de Koekjesbrug) en eindigt bij het voormalige Huis van Bewaring (Max Euweplein, c.q. Hein Donnerbrug).

## Gebouwen
De Leidsekade kreeg opeenvolgende huisnummers mee, de overzijde aan de Singelgracht werd Nassaukade met eigen nummers. Opvallend is dat de huisnummering begint bij nummer 49, alsof de gemeente van plan was de kade noordwaarts te verlengen, maar daar is niets over bekend. De bebouwing kwam hier rond 1887 en sluit aan bij de inham naar de Leidsegracht, waarbij de Leidsekades overlopen in de kades van de Leidsegracht. Dit geldt ook voor de overzijde van de inham, waarbij de bebouwing meerondt op het oude bastion.

### Monumenten
Hieronder een overzicht van een aantal gebouwen, waarvan een aantal tot gemeentelijk dan wel rijksmonument is verklaard:
| Object                          | Bouwperiode | Monumentenstatus                           | Omschrijving | Afbeelding |
| ------------------------------- | ----------- | ------------------------------------------ | --- | ---------- |
| Leidsekade 49, 50 en 51         | 1886        | rijksmonument per 27 september 2001        | Onderdeel van Nieuwe Passeerdersstraat 1; origineel een gymzaal, ontworpen door Jonas Ingenohl en Karel Muller in neorenaissancestijl 2e helft 19e eeuw; de panden aan de Leidsestraat waren woningen |            |
| Leidsekade 65, 66 en 67         | 1886        | gemeentelijk monument per 23 mei 2006      | Drie herenhuizen in neorenaissancestijl van laat 19e eeuw; drie teksten leesbaar Oost west, thuis best, Anno 1886 en De kunst is vryheid. Architect onbekend. De portiek van nr. 67 is opgefleurd door een tegeltableau (vrouw met kat, 1977) van Bea Peters. |            |
| Leidsekade 68-69                | 1883        | gemeentelijk monument per 13 december 2005 | Architect: Jan de Haan, beeldhouwwerk Johannes Franse |            |
| Leidsekade 70                   | 1883        | geen                                       | Architect: Jan de Haan met opvallend tegelwerk in portiek |            |
| Ingang Leidsegracht             |             |                                            | |            |
| Leidsekade 76                   | 1887        | gemeentelijk monument per 14 februari 2006 | Herenhuis naar ontwerp van Jacob van den Ban, huis is opgesierd met blauwe tegelfries waarin “anno 1887”. Stijl neorenaissance van laat 19e eeuw |            |
| Leidsekade 77                   | 1880        | gemeentelijk monument per 14 februari 2006 | Herenhuis uit 1888 in eclectische bouwstijl gedecoreerd met festoenen. Gebouw ontworpen door Gerrit van Arkel; in de loop der jaren grondig aangepast en omgebouwd tot hotel. |            |
| Leidsekade 78, 79 en 80         | 1885        | gemeentelijk monument per 14 februari 2006 | Serie van drie woningen uit 1885 in neorenaissancestijl van laat 19e eeuw ontworpen door IJme Gerardus Bijvoets; in huis nummer 79 woonde ooit Greetje Zelle (Mata Hari); het is gebouwd op een trapeziumachtige plattegrond met een ronde zijde. |            |
| Leidsekade 81-86                | 1888        | gemeentelijk monument per 14 februari 2006 | Woonblok van zes woningen uit 1888 in de stijl traditioneel bouwen; architect onbekend; |            |
| Leidsekade 90                   | 1938        | geen                                       | Een opvallend gebouw, dat in de loop der jaren steeds verder verbouwd werd en geen monument is, is dat van Theater Bellevue; het werd in 1938 dusdanig verbouwd onder leiding van architecten J.G. Heineman en M. Ketting dat het als een anachronisme tussen de overige bebouwing staat. In 1997 volgde nog een nieuwe entree van Friedjof van den Berg.                        |            |
| Leidsekade 97/Leidseplein 28    | 1900 1927   | rijksmonument                              | Totale gebouw is in gebruik bij American Hotel (foto van deel Leidsekade) |            |
| Leidsebrug                      |             | rijksmonument                              | Architect Piet Kramer met beeldhouwwerk van Johan Polet |            |
| Leidsekade 98-99 Leidseplein 35 | 1880        | gemeentelijk monument per 12 december 2009 | woon/winkelpanden op oorspronkelijke adressen Leidsekade 93a/Leidseplein 27 uit 1880 in neorenaissancestijl van laat 19e eeuw ontworpen door R. Cruyff en H. Schouten; in 1934 voorzien van een nieuwe betonnen ondergevel naar ontwerp van Karel Sijmons van bureau Piet Zanstra, Jan Giesen en Sijmons; door toepassing van beton konden grotere etalages gerealiseerd worden. |            |
| Leidsekade 102                  | 1872        | gemeentelijk monument per 14 februari 2006 | Woonhuis ontworpen door timmerman T. van den Oever. Vele jaren was hier Dansinstituut Oostervink gevestigd. In de portiek is een muurschildering met pastoraal landschap gezet. |            |

## Kunst
Er is geen kunst in de openbare ruimte te vinden. 

## Radioprogramma
Van 1992-2003 werd door de KRO op NPO 3FM onder de naam  Leidsekade live! een rechtstreeks radioprogramma uitgezonden vanuit Paradiso, nabij de Leidsekade, gepresenteerd door Marc Stakenburg.